# Schloßstraße 6 (Bad Kissingen)

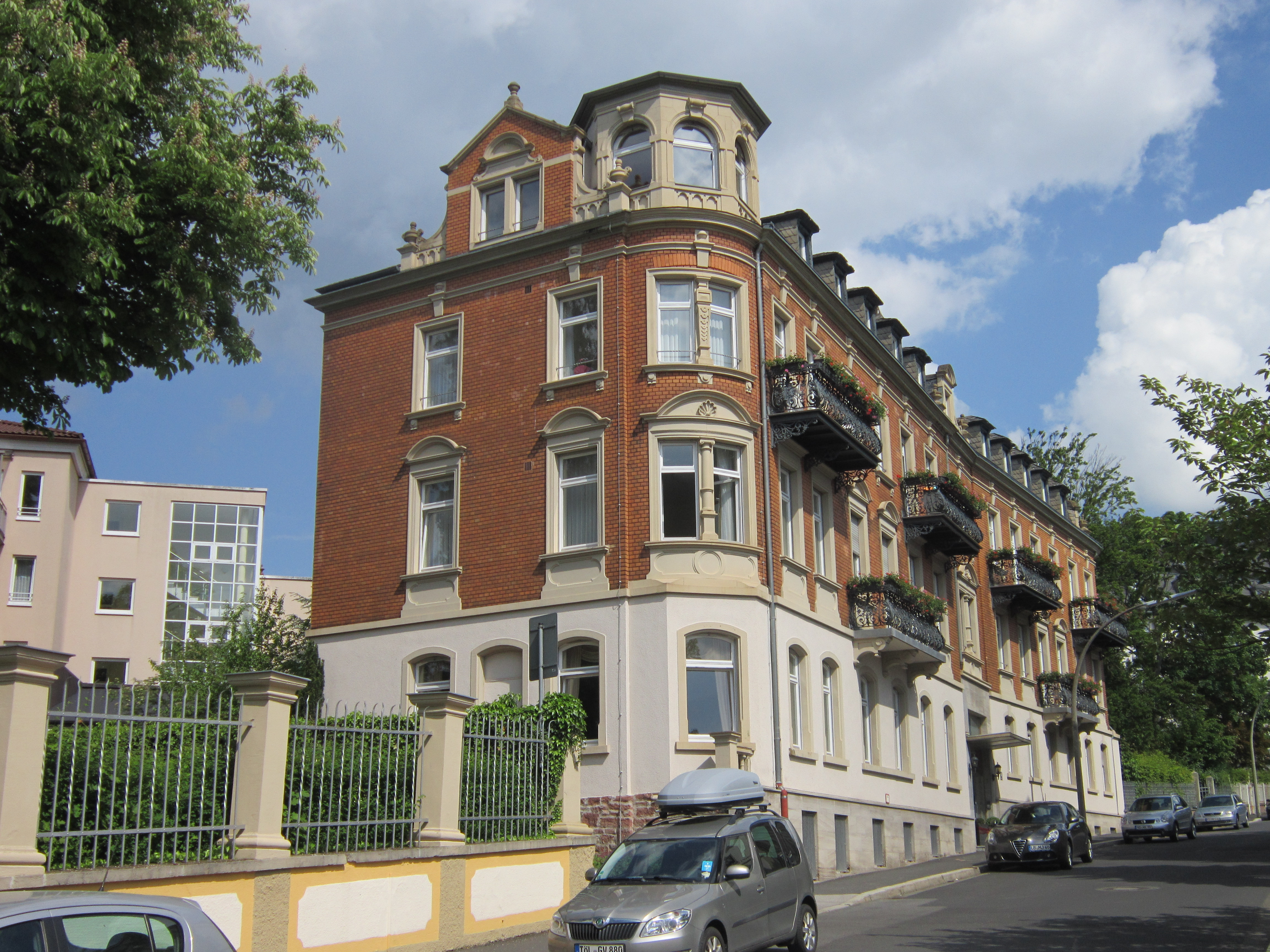
Schloßstraße 6 in Bad Kissingen

Das Anwesen Schloßstraße 6 in der Schloßstraße in Bad Kissingen, der Großen Kreisstadt des unterfränkischen Landkreises Bad Kissingen, gehört zu den Bad Kissinger Baudenkmälern und ist unter der Nummer D-6-72-114-344 in der Bayerischen Denkmalliste registriert.

## Geschichte
Das Anwesen Schloßstraße 6 entstand um das Jahr 1900 im Stil der Neorenaissance. Das dreigeschossige Gebäude in Klinkerbauweise und Sandsteingliederung ist mit für Kurhotels typischen Eisenbalkons ausgestattet. Die Entstehungszeit der 1890er Jahre und der Jahrhundertwende äußert sich im damals üblichen Formenvokabular der Ziegel-Haustein-Architektur.
Es handelt sich um das ehemalige Sanatorium Dr. Dietz. Der Bad Kissinger Architekt Leonhard Ritter bekam im Jahr 1910 den Auftrag für einen Umbau des Sanatoriums. Eingriffe wie die Verkleidung der Säulen mit Holz im Jahr 1938 sowie eine Entfernung der rosa Marmorverkleidung im Vestibül und des Liftgitters zerstörten den Charakter von Ritters Umbauten.
Nach dem Zweiten Weltkrieg wurde das an der Ecke Schloßstraße 5/6/Prinzregentenstraße 10 befindliche Sanatorium für innere Krankheiten nach langjähriger Beschlagnahme durch die Besatzungsmacht und vollständiger Neueinrichtung wiedereröffnet und von den Ärzten A. Dietz und B. Dietz geleitet. Im Jahr 1992 wurde das Anwesen an den Kaiserhof Victoria angegliedert und dient jetzt als Ergänzungsbau.